# Incertella zuercheri
Incertella zuercheri är en tvåvingeart som först beskrevs av Oswald Duda 1933.  Incertella zuercheri ingår i släktet Incertella och familjen fritflugor. Arten är reproducerande i Sverige. Inga underarter finns listade i Catalogue of Life.